# PDTV
PDTV är en förkortning av Pure Digital Television. PDTV utgör ofta en del av filnamnet på tv-serier som delas via P2P-nätverk över Internet. Denna etikett visar att källan för filen är helt digital och har en lägre upplösning än HDTV. Detta sker genom att använda ett tv-kort som kan ta upp DVB.